# Lage Gouwespoorbrug
De Lage Gouwespoorbrug (ook wel Vierde Gouwespoorbrug) bij Gouda, overspant de rivier de Gouwe en maakt deel uit van de Spoorlijn Gouda - Alphen aan den Rijn. De draaibrug is gebalanceerd, hij bestaat uit twee gelijke delen van 28 meter.